# Ben Allen (triatleta)
Ben Allen (19 de enero de 1985) es un deportista australiano que compitió en triatlón. Ganó tres medallas de bronce en el Campeonato Mundial de Xterra Triatlón entre los años 2013 y 2016, y una medalla de bronce en el Campeonato Europeo de Xterra Triatlón de 2015.

## Palmarés internacional
| Campeonato Mundial | Campeonato Mundial      | Campeonato Mundial | Campeonato Mundial |
| Año                | Lugar                   | Medalla            | Prueba             |
| ------------------ | ----------------------- | ------------------ | ------------------ |
| 2013               | Maui (Estados Unidos)   | Medalla de bronce  | Individual         |
| 2014               | Maui (Estados Unidos)   | Medalla de bronce  | Individual         |
| 2016               | Maui (Estados Unidos)   | Medalla de bronce  | Individual         |
| Campeonato Europeo |                         |                    |                    |
| Año                | Lugar                   | Medalla            | Prueba             |
| 2015               | Cranleigh (Reino Unido) | Medalla de bronce  | Individual         |